# Severní Mitrovica
Severní Mitrovica nebo Severokosovska Mitrovica (srbsky Ceвepнa Косовска Митровица, Severna Kosovska Mitrovica či jen Severna Mitrovica, albánsky Mitrovica e Veriut či Mitrovicë Veriore) je město v Kosovskomitrovickém okruhu v Kosovu. Má rozlohu 11 km2 a k roku 2015 zde žilo 29 460 obyvatel s tímto etnickým složením: 76,6% Srbové, 16,6% Albánci a 6,8% ostatní, včetně Bosňanů, Romů, Goranů a Turků.
Severní Mitrovica je součástí Severního Kosova, regionu s etnicky srbskou většinou, který funguje do značné míry autonomně od zbytku Kosova s etnicky albánskou většinou. Město vzniklo v roce 2013 po krizi v Severním Kosovu, předtím byla částí města Kosovská Mitrovica, rozděleného řekou Ibar. 

## Název
V severní části Mitrovice ( poslech; dříve "Kosovska Mitrovica") se dříve běžně označovala jako "Severní Kosovská Mitrovica" (srbsky Северна Косовска Митровица), nicméně později se severní část nazývá jednoduše Severní Mitrovica (albánsky Mitrovica e Veriut , srbsky Северна Митровица).

## Dějiny

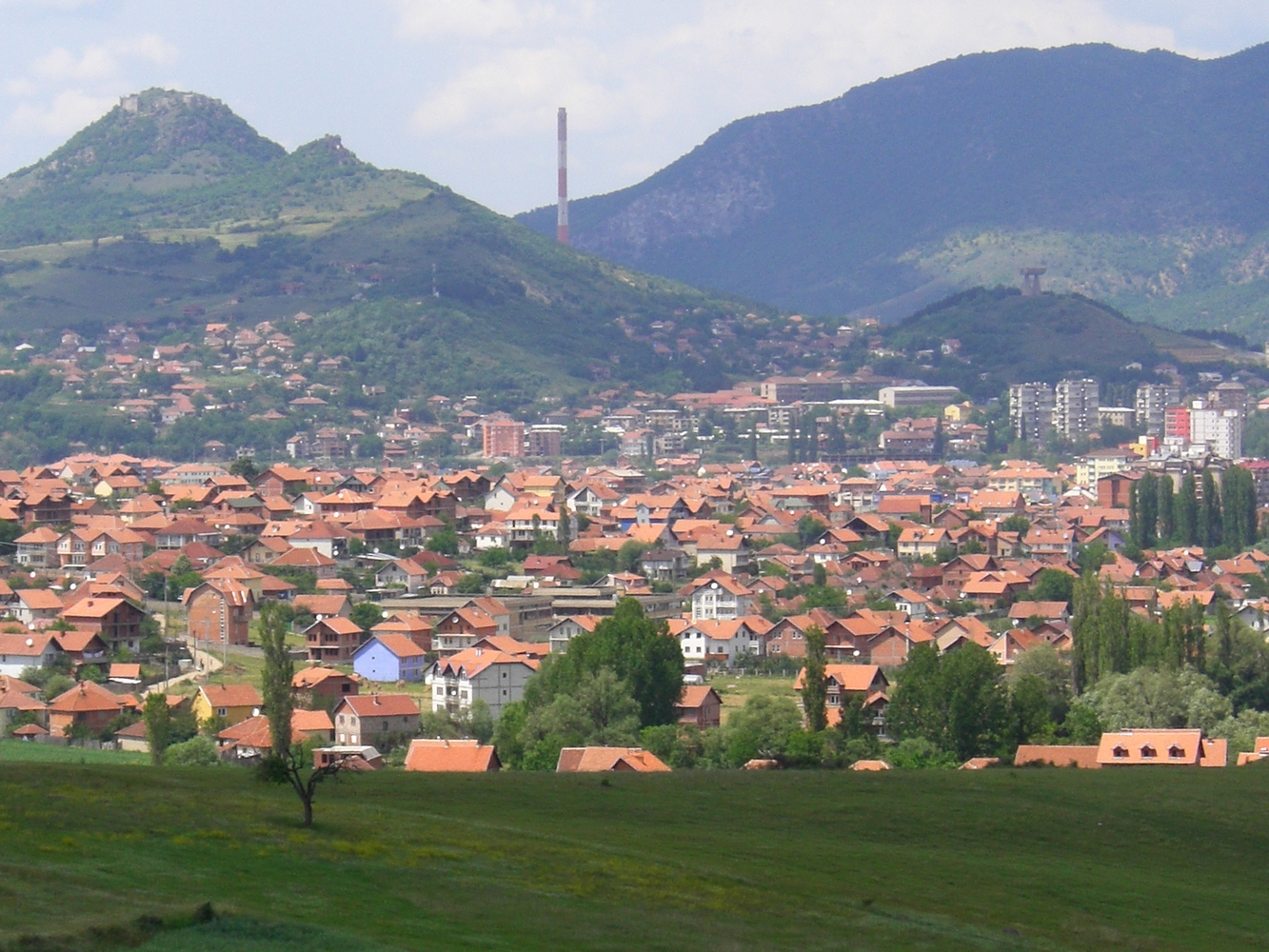
Pohled na Mitrovici, se Severní Mitrovicí v pozadí, pevnost Zvečan na hoře vlevo a průmyslový komplex Miniera e Trepçës napravo.

Město bylo oficiálně součástí Mitrovice až do jeho oficiálního oddělení v roce 2013. Rozdělení přišlo jako výsledek severokosovské krize, po vyhlášení nezávislosti Kosova na Srbsku v roce 2008. Obec byla uznána vládou Kosova v roce 2013 před místními volbami v Kosovu.
Město sloužilo jako de facto hlavní město regionu Severní Kosovo, který odmítl spolupracovat s orgány Kosovské republiky. Proto místní Srbové vytvořili Shromáždění společenství obcí, podporované pouze Srbskem. Nicméně s podpisem dohody v roce 2013 v Bruselu mezi vládami Kosova a Srbska, Srbsko oficiálně upustilo od své podpory pro vytvoření, a souhlasilo vytvořit nové Společenství srbských obcí, sdružení obcí se srbskou většinou v Kosovu. Jeho vytvoření nebude mít žádnou legislativní pravomoc a soudní orgány budou integrovány a provozovány v právním rámci Kosova.

## Kultura a vzdělávání
Severní Mitrovica v současné době představuje nejdůležitější politické, kulturní, vzdělávací a zdravotní centrum pro Srby v Kosovu. Jde o největší městskou oblast v Kosovu, kde jsou Srbové etnickou většinou. V oblasti se nalézá Prištinská univerzita (Univerzitet u Prištini), která byla přemístěna z Prištiny do Mitrovice během kosovské války. Je to jedna z mála srbských mluvící akademických institucí v Kosovu.[zdroj?] V roce 2013 po listopadových volbách v Kosovu, se Severní Mitrovica oficiálně stala samostatnou obcí.
V parku nad obcí leží známý Památník horníkům hrdinům z národněosvobozeneckého boje z roku 1973 jako památník srbským a albánským partyzánům.

## Sport
FK Partizan Kosovska Mitrovica, FK Trepča Sever a Rudar Kosovska Mitrovica jsou fotbalové kluby, které působí v této části města. FK Partizan se sloučila s FK Trepča. V současné době FK Trepča hraje v Srbsku fotbalovou čtvrtou třídu ligy Zona Morava u fudbalu, zatímco FK Rudar Kosovska Mitrovica hraje první fotbalovou ligu v Severním Kosovu (Liga Severnog Kosova/Лига Северног Косова).

## Známé osoby
- Aleksandar Čanović, srbský fotbalista.
- Nikola Lazetić, bývalý srbský fotbalista.
- Žarko Lazetić, bývalý srbský fotbalista.
- Milan Bisevac, srbský mezinárodní fotbalista.
- Miloš Krasić, srbský mezinárodní fotbalista.
- Darko Spalević, bývalý srbský fotbalista.
- Borislav Stevanović, bývalý srbský fotbalista
- Stevan Stojanović, bývalý srbský fotbalista, který vyhrál Evropský pohár FK Crvena zvezda v roce 1991.
- Nevena Božović, srbská zpěvačka